# Antiveduto Grammatica

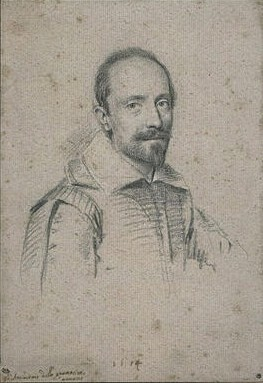
Antiveduto Grammatica, según Ottavio Leoni, Museo del Louvre.

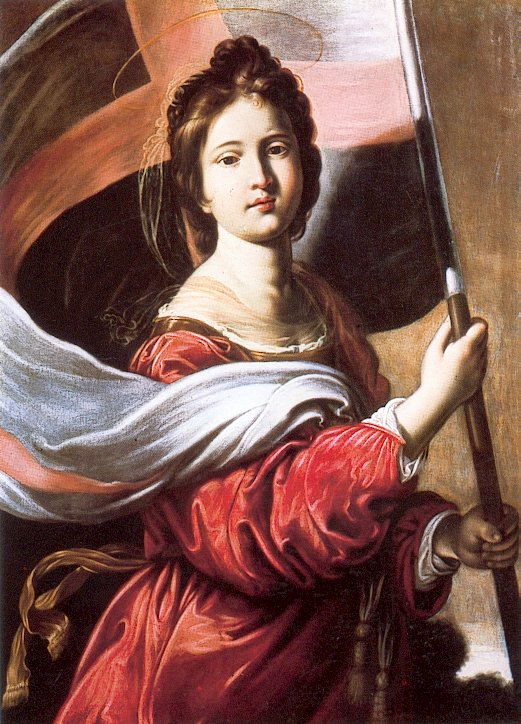
Santa Úrsula, Museo Civico de Prato.

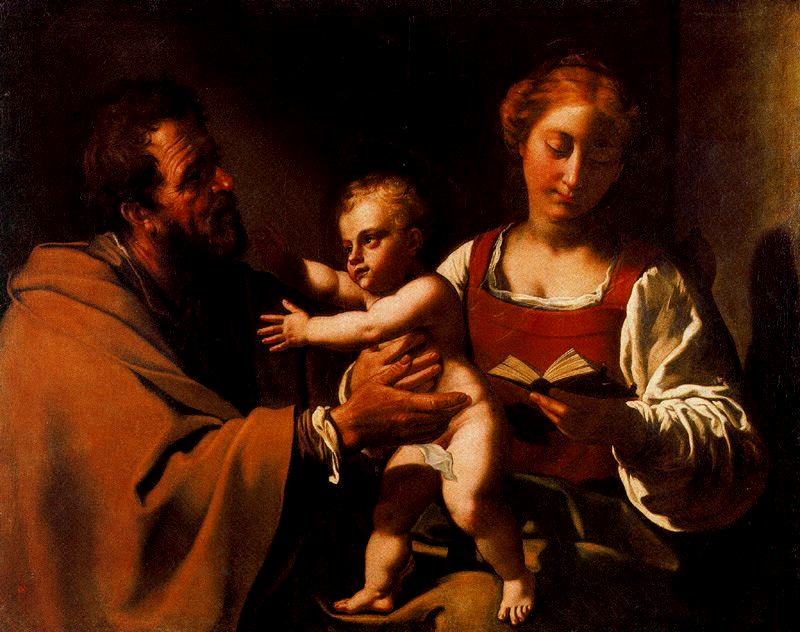
Sagrada Familia, Palazzo Pitti, Florencia.

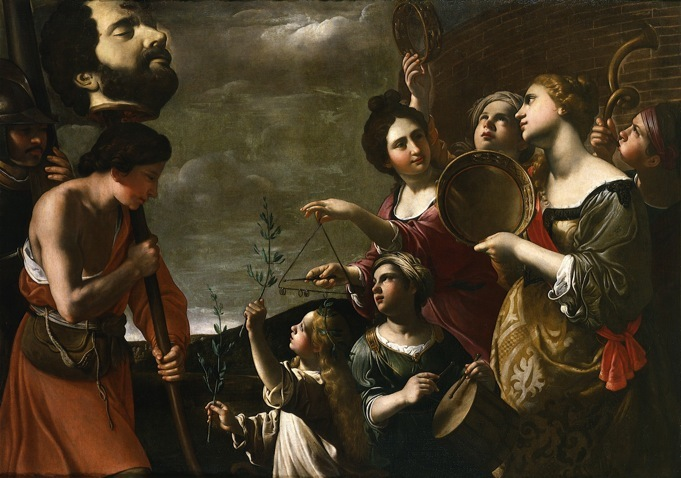
David regresa triunfante con la cabeza de Goliath, Palazzo de Ferrari, Génova.

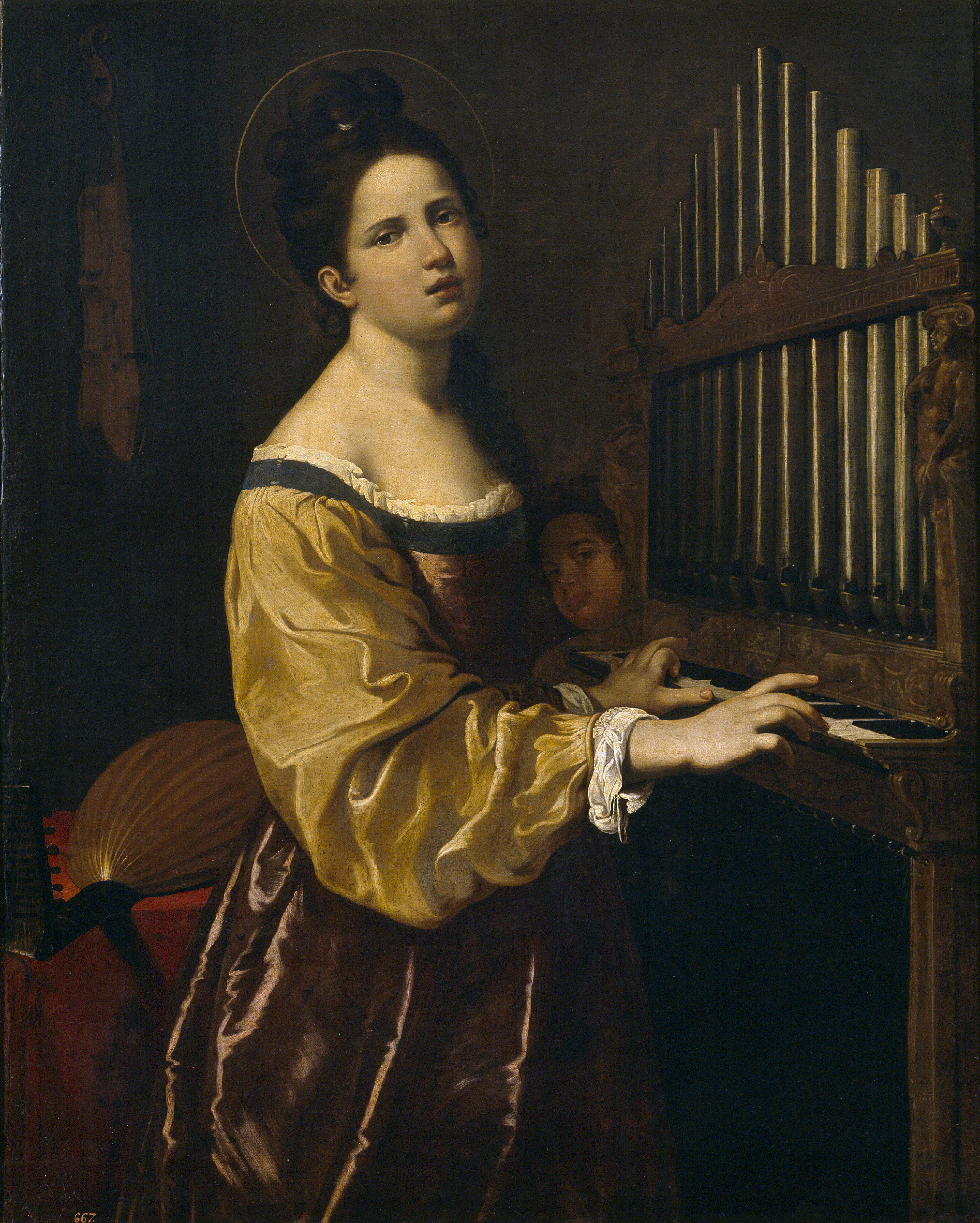
Santa Cecilia, Museo del Prado.

Antiveduto Grammatica (Siena o Roma, 1571 - Roma, 1626) fue un pintor italiano, precursor del estilo Barroco.

## Biografía
Según Giovanni Baglione, el curioso nombre del artista (Antiveduto=visto antes de tiempo, en el sentido de adivinado) le fue dado por su padre, que tuvo una premonición de su nacimiento mientras viajaba de su Siena natal hacia Roma. Antiveduto fue bautizado en Roma, y allí creció y desarrolló su carrera.
Su primer aprendizaje fue con el artista perugino Giovanni Domenico Angelini, que le adiestró en el trabajo a pequeña escala, principalmente sobre cobre. Se ganó el nombre de "Gran Capocciante" a causa de su especialización en la pintura de cabezas de hombres célebres. Una década después (1591), Antiveduto se independizó como artista.
Caracterizado por Giulio Mancini como muy celoso de su profesión, Antiveduto ingresó en la Accademia di San Luca en 1593. Con el tiempo, Grammatica consiguió la protección de dos importantes cardenales, Federico Borromeo y Francesco María del Monte, protectores de la Accademia, de la que Antiveduto llegó a se "príncipe" en 1624. No le duró demasiado el cargo, pues el mismo año fue destituido tras una áspera disputa con su colega Tommaso Salini.
A través del cardenal Del Monte, entró en contacto con el joven Caravaggio, que parece fue ayudante suyo durante un breve período de tiempo.

## Obras destacadas
- Cristo con San Estanislao de Cracovia, San Adalberto de Praga y San Jacinto Odrowaz (San Estanislao dei Polacchi, Roma)
- Alegoría de la Música
- Sagrada Familia (Palazzo Pitti, Florencia)
- Santa Úrsula (Museo Cívico de Prato)
- David regresa vencedor con la cabeza de Goliath (Palazzo de Ferrari, Génova)
- Santa Cecilia (Museo del Prado, Madrid)
- Tañedor de theorba (1615, Galleria Sabauda, Turín)
- María Magdalena en la tumba (Museo del Hermitage, San Petersburgo)
- Santa Cecilia con dos ángeles (1625, Kunsthistorisches Museum, Viena)
- Judith con la cabeza de Holofernes (Indiana University Art Museum, Bloomington)
- Santa Catalina de Alejandría (Brukhental Museum, Sibiu)
- Salomé con la cabeza del Bautista (Colección particular)